# Pitta filata
La pitta filata è una torta salata calabrese tipica di Conidoni di Briatico.
Secondo quanto narra la leggenda, fu realizzata per la prima volta nel III secolo d.C., allorquando passò dal piccolo centro del vibonese il console romano Marco Valerio. Nel 272 d.C., Marco Valerio fece prigioniera, traendola successivamente a Roma la bellicosa regina di Palmira, Zenobia. Sostando a Conidoni, la gente del posto si rivelò nei loro confronti molto ospitale e tra i cibi offerti vi fu proprio un “pane ventagliato” fragrante e profumato dai fiori di sambuco.
Durante il periodo della dominazione spagnola, la popolazione di Conidoni rinnovò la tradizione della pitta filata, che negli anni è stata poi associata alla festa di San Giacomo Maggiore, patrono del piccolo centro del comune di Briatico, dove il 25 luglio si svolgono tradizionali riti.
La pitta filata è il risultato di un impasto di farina, acqua e sale: la pasta viene spianata, cosparsa d'olio extravergine di oliva e di fiori di sambuco seccato. Una volta raccolta a fisarmonica, la pasta “ventagliata” viene arrotolata e poggiata sua una base di pasta, legata poi con un filo e messa a lievitare su un asse, infine infornata. Il forno, rigorosamente a legna, deve essere preparato e con le felci.